# Dzong Gasa
Dzong Gasa, Garsa Dzong ali tudi Gasa Tashi Tongmön Dzong je ena manjših samostanskih trdnjav (dzongov) iz 17. stoletja v severo-zahodnem delu Butana ob meji s Tibetom. Leži na nadmorski višini 2850 m nad dolino reke Mo Čhu. 

## Zgodovina
Dzong Gasa je dal v 17. stoletju, pred letom 1648, zgraditi Tenzin Drukdra, ki je bil drugi butanski vladarjev namestnik (Druk Desi) in sicer na mestu, ki ga je v 13.stoletju izbral za meditacije Drubthob Terkungpa, ki naj bi bil kovač. Gornja dolina rečice Mo Čhu je znana po kovaštvu. Dzong je bil zgrajen za zaščito meje pred Tibetansko invazijo oziroma zaradi varovanja meje s Tibetom. Iz treh opazovalnih stolpov (Ta Dzongov), ki so služili kot garnizon, so nadzorovali poti iz Lingzhi na severozahodu in iz Laya na severovzhodu in sicer skozi ozke odprtine narejene za opazovanje. Trdnjava je imenovana tudi kot Taši Tongmön Dzong.  Dzong je dogradil in razširil četrti Desi Gyalse Tenzin Rabgye.
V začetku januarja 2008 je dzong Gasa močno poškodoval požar. Od 2012 v kraj Gasa vodi tudi avtobusna linija iz mesta Punakha.

## Arhitektonske značilnosti
Dzong Gasa ima okroglo obliko s tremi opazovalnimi stolpi Ta Dzongi, kar dokazuje, da gre za obrambno trdnjavo. Od opazovalnih stolpov so sedaj ostale le še ruševine. Trinadstropni grajski stolp (utse) (ali bergfrid) je zgrajen nad podzemno jamo, kjer naj bi meditiral Terkhungpa. Tempelj Kazhimai Llahang stoji levo od jame,  v njem so trije kipi Bude ter šabdrunga Ngavanga Namgjala in guruja Rinpočeja. V dzongu je posebna soba, kjer se je zadrževal šabdrung, kadar je obiskal dzong. Administrativni prostori regije (dzongkhag) in sedež guvernerja Gasa (dzongpona) je pod meditacijsko votlino.